# Meubelia
Meubelia is een geslacht van rechtvleugeligen uit de familie Pyrgomorphidae. De wetenschappelijke naam van dit geslacht is voor het eerst geldig gepubliceerd in 1932 door Willemse.

## Soorten
Het geslacht Meubelia omvat de volgende soorten:
- Meubelia atriantennis Willemse, 1932
- Meubelia bakeri Kevan, 1967
- Meubelia bivittata Kevan, 1967
- Meubelia bruneri Kevan, 1967
- Meubelia gracilis Willemse, 1932
- Meubelia leytensis Kevan, 1974
- Meubelia schistacra Kevan, 1967